# Димитър Бужбов
Димитър Костов Бужбов (или Диме, Димче Бужба) е български революционер, деец на Вътрешната македонска революционна организация.

## Биография
Бужбов е роден в град Охрид. При избухването на Балканската война в 1912 година е доброволец в Македоно-одринското опълчение и служи в 3 отделна партизанска рота и в Сборната партизанска рота на МОО. Награден е с бронзов медал.
След Първата световна война се установява в Корча, Албания, и заедно със съгражданина си Иван Златарев създават база на ВМРО, подпомагаща революционната дейност в Западна Македония. Държи бръснарница в Тирана. Избран е в местното настоятелство на Илинденска организация през 1941 година. Самоубива се през 1944 година след навлизането на титовите партизани.